# Tetelancingo
Tetelancingo är en ort i Mexiko.   Den ligger i kommunen Zacatlán och delstaten Puebla, i den sydöstra delen av landet, 140 km öster om huvudstaden Mexico City. Tetelancingo ligger 1 610 meter över havet och antalet invånare är 163.
Terrängen runt Tetelancingo är kuperad åt sydväst, men åt nordost är den bergig. Runt Tetelancingo är det ganska tätbefolkat, med 149 invånare per kvadratkilometer. Närmaste större samhälle är Zacatlán, 10,6 km nordväst om Tetelancingo. I omgivningarna runt Tetelancingo växer i huvudsak blandskog.